# Ламбазук
Ламбазук (наричан още ламбада-зук, зук-ламбада или бразилски зук) е група от тясно свързани танцови стилове, базирани и еволюирали от танца ламбада и обикновено танцувани на зук, кизомба или друга музика, съдържаща зук ритъм.
Терминът бразилски зук се използва за разграничение на танците от карибския танц зук, които са исторически свързани, но много различни от танцовия стил ламбада. Доминиращите стилове на ламбазука са „порто-сегуро стил“ и „рио стил“. Думата „ламбазук“ често се използва, за да обедини двата стила.
Рио зукът е по-бавен, по-гладък, дори по-чувствен от ламбадата. Той е разработен в Ilha Dos Pescadores в Рио де Жанейро през 1989 г. В Нидерландия е представен за първи път (в началото на 2000 г.) от Клаудио Гомес. Днес бразилският зук се танцува на R & B, латино, поп и арабска музика, смесени със зук ритъм.
За разлика от салсата, в която се води с ръце, бразилският зук се води и с други части на тялото, като лакти, глава и бедра, където партньорите са значително по-залепени един до друг. По този начин в основното странично движение бедрата се движат настрана, следвани от останалата част на тялото и от части – това прави танца така чувствен. По време на танца партньорите са свързани и чрез контакт с очите, краката, ръцете, раменете, главата и т.н.
В уроците по зук учителите обикновено предупреждават жените да бъдат много внимателни с гърба и шията, като 2 от най-отличителните и коментираните движения, са cambré (движение назад тип „мост“, което понякога е дори и под кръста) и специфичните „движения на косата“ или „движения на главата“ за жената. Ако не се извърши правилно, това може да доведе до нараняване.
Най-разпространеният е стилът „порто-сегуро“. Въпреки че е бърз и енергичен танц, той се влива плавно, движенията са непрекъснати и танцьорите са в постоянна орбита около партньора си. Основно се танцува в североизточната част на Бразилия (Порто-Сегуро), Аржентина, Испания, Великобритания, на западния бряг на САЩ, Израел, Япония, а напоследък – и в Малайзия. Порто-сегуро стилът е много по-близък до стария оригинален танц ламбада. Като цяло порто-сегуро е по-подходящ за музика с по-бърз ритъм, докато рио зукът е по-подходящ за музика с по-бавен ритъм. Също така много често двойките сменят свободно между тези стилове танци, по време на една и съща песен.
Други стилове са м-зук, соулзук, латинзук, неозук, лирикъл зук, австралийски зук, самба-зук, афро-зук, и т.н.